# Misery-Courtion
Misery-Courtion – gmina (fr. commune; niem. Gemeinde) w Szwajcarii, w kantonie Fryburg, w okręgu Lac. Powstała 1 stycznia 1997 z połączenia gmin Cormérod, Cournillens, Courtion oraz Misery. 

## Demografia
W Misery-Courtion mieszka 2 225 osób. W 2020 roku 29,5% populacji gminy stanowiły osoby urodzone poza Szwajcarią.